# Campionato Paulista 2022
Il Campionato Paulista 2022 (Paulistão Sicredi 2022 per ragioni di sponsor) è stata la 121ª edizione della massima serie calcistica dello stato di San Paolo, organizzata dalla Federaçao Paulista de Futebol. Al campionato hanno partecipano 16 squadre in un torneo che è iniziato il 23 gennaio 2022 ed è finito il 3 aprile successivo. 
Per la prima volta dopo molto tempo non sarà mostrato da Rede Globo, in quanto i diritti sono stati acquistati da RecordTV e YouTube.

## Squadre partecipanti
| Squadra              | Allenatore         |
| -------------------- | ------------------ |
| Água Santa           |                    |
| Botafogo-SP          | Leandro Zago       |
| Corinthians          | Vítor Pereira      |
| Ferroviária          | Elano              |
| Guarani              | Daniel Paulista    |
| Inter de Limeira     | Vinicius Bergantin |
| Ituano               | Mazola Júnior      |
| Mirassol             |                    |
| Grêmio Novorizontino | Allan Aal          |
| Palmeiras            | Abel Ferreira      |
| Ponte Preta          | Hélio dos Anjos    |
| RB Bragantino        | Maurício Barbieri  |
| Santo André          | Thiago Carpini     |
| Santos               | Fabián Bustos      |
| São Bernardo         | Márcio Zanardi     |
| San Paolo            | Rogério Ceni       |

## Stagione

### Novità
Al termine della stagione 2021, sono retrocesse in Segunda Divisão São Caetano e São Bento. Dalla seconda divisione, invece, sono state promosse São Bernardo e Água Santa.

### Formato
Le sedici squadre si affrontano dapprima in una prima fase a gironi, composta da quattro gironi da quattro squadre. Le prime due classificate di tali girone, accederanno alla fase finale che decreterà la vincitrice del campionato. Le due peggiori quarte classificate, retrocedono in Segunda Divisão.

## Prima fase

### Gruppo A
| Pos. | Squadra          | Pt | G  | V | N | P | GF | GS | DR  |
| ---- | ---------------- | -- | -- | - | - | - | -- | -- | --- |
| 1    | Corinthians      | 23 | 12 | 7 | 2 | 3 | 19 | 9  | +10 |
| 2    | Guarani          | 14 | 12 | 4 | 2 | 6 | 12 | 17 | –5  |
| 3    | Inter de Limeira | 14 | 12 | 3 | 5 | 4 | 14 | 16 | –2  |
| 4    | Água Santa       | 11 | 12 | 3 | 2 | 7 | 11 | 15 | –4  |

Legenda:
      Ammessa alla fase finale.
Note:
Tre punti a vittoria, uno a pareggio, zero a sconfitta.

### Gruppo B
| Pos. | Squadra              | Pt | G  | V | N | P | GF | GS | DR  |
| ---- | -------------------- | -- | -- | - | - | - | -- | -- | --- |
| 1    | San Paolo            | 23 | 12 | 7 | 2 | 3 | 18 | 10 | +8  |
| 2    | São Bernardo         | 16 | 12 | 4 | 4 | 4 | 9  | 10 | –1  |
| 3    | Ferroviária          | 14 | 12 | 3 | 5 | 4 | 15 | 17 | –2  |
| 4    | Grêmio Novorizontino | 3  | 12 | 0 | 3 | 9 | 5  | 19 | –14 |

Legenda:
      Ammessa alla fase finale.
      Retrocessa in Segunda Divisão 2023
Note:
Tre punti a vittoria, uno a pareggio, zero a sconfitta.

### Gruppo C
| Pos. | Squadra     | Pt | G  | V | N | P | GF | GS | DR  |
| ---- | ----------- | -- | -- | - | - | - | -- | -- | --- |
| 1    | Palmeiras   | 30 | 12 | 9 | 3 | 0 | 17 | 3  | +14 |
| 2    | Ituano      | 19 | 12 | 5 | 4 | 3 | 19 | 12 | +7  |
| 3    | Botafogo-SP | 18 | 12 | 5 | 3 | 4 | 10 | 12 | –2  |
| 4    | Mirassol    | 17 | 12 | 4 | 5 | 3 | 17 | 17 | 0   |

Legenda:
      Ammessa alla fase finale.
Note:
Tre punti a vittoria, uno a pareggio, zero a sconfitta.

### Gruppo D
| Pos. | Squadra       | Pt | G  | V | N | P | GF | GS | DR  |
| ---- | ------------- | -- | -- | - | - | - | -- | -- | --- |
| 1    | RB Bragantino | 20 | 12 | 6 | 2 | 4 | 19 | 13 | +6  |
| 2    | Santo André   | 15 | 12 | 3 | 6 | 3 | 11 | 10 | +1  |
| 3    | Santos        | 14 | 12 | 3 | 5 | 4 | 16 | 19 | –3  |
| 4    | Ponte Preta   | 9  | 12 | 2 | 3 | 7 | 10 | 23 | –13 |

Legenda:
      Ammessa alla fase finale.
      Retrocessa in Segunda Divisão 2023
Note:
Tre punti a vittoria, uno a pareggio, zero a sconfitta.

## Troféu do Interior
| Squadra 1   | Risultato       | Squadra 2        |
| ----------- | --------------- | ---------------- |
| Primo turno |                 |                  |
| Mirassol    | 0 – 1           | Água Santa       |
| Ferroviária | 1 – 1 (3-5 dtr) | Inter de Limeira |
| Semifinali  |                 |                  |
| Ituano      | 2 – 2 (3-2 dtr) | Água Santa       |
| Botafogo-SP | 3 – 0           | Inter de Limeira |
| Finale      |                 |                  |
| Ituano      | 3 – 0           | Botafogo-SP      |

## Fase Finale
|  | Quarti di finale | Quarti di finale  | Quarti di finale |  |  | Semifinali | Semifinali    | Semifinali |           |   | Finale | Finale    | Finale | Finale | Finale |  |
|  |                  |                   |                  |  |  |            |               |            |           |   |        |           |        |        |        |  |
|  | 1                | Palmeiras         | 2                |  |  |            |               |            |           |   |        |           |        |        |        |  |
|  | 5                | Ituano            | 0                |  |  | 1          | Palmeiras     | 2          |           |   |        |           |        |        |        |  |
|  | 4                | RB Bragantino     | 1                |  |  | 4          | RB Bragantino | 1          |           |   |        |           |        |        |        |  |
|  | 7                | Santo André       | 0                |  |  |            |               |            |           |   | 3      | San Paolo | 3      | 0      | 3      |  |
|  | 3                | San Paolo         | 4                |  |  |            |               | 1          | Palmeiras | 1 | 4      | 5         |        |        |        |  |
|  | 6                | São Bernardo      | 1                |  |  | 3          | San Paolo     | 2          |           |   |        |           |        |        |        |  |
|  | 2                | Corinthians (dtr) | 1 (7)            |  |  | 2          | Corinthians   | 1          |           |   |        |           |        |        |        |  |
|  | 8                | Guarani           | 1 (6)            |  |  |            |               |            |           |   |        |           |        |        |        |  |